# Zárate (Álava)
Zárate (oficialmente Zarate) es un concejo del municipio de Zuya, en la provincia de Álava, País Vasco (España).

## Etimología
Aparece recogido como Çaharate en  documento de 1257 y como Zárate ya en 1338.

## Historia
Existió la torre de Zárate, originaria del siglo XIII, actualmente reconvertida ya muy cambiada en casa de labranza. La casa de Zárate estuvo vinculada al bando oñacino en el contexto de las Guerras de bandos en sus luchas contra los gamboínos. Eclesiásticamente, dependió de la Diócesis de Calahorra hasta 1861, año en que se creó la Diócesis de Vitoria, pasando a depender de la misma.

## Demografía
| Gráfica de evolución demográfica de Zárate entre 2000 y 2019 |
|                                                              |
| Población de derecho según los censos de población del INE.  |

## Monumentos
- Iglesia parroquial de San Pedro. Posee un retablo mayor rococó, pórtico de dos arcos y espadaña de tres huecos de 1813, así como una capilla de la Virgen del Pilar.
- Casa-Torre de Zárate. Actualmente ya muy transformada, fue rebajada en su altura. Conserva, cegado, el acceso primitivo con arco de medio punto, así como una saetera.
- Yacimiento arqueológico de la Cueva de Lazaldai. Situado al sur del monte Gorbea, con pinturas rupestres esquemáticas, formaciones de aragonito y de yeso y vetas de carbón.

## Fiestas
- 29 de junio (San Pedro y San Pablo)

## Personajes ilustres
- Pedro Ochoa de Valda y Zárate. Fue secretario de la Inquisición en Zaragoza, edificando la capilla del Pilar en la parroquia de Zárate en 1620.